# Aeródromo La Victoria de Chacabuco

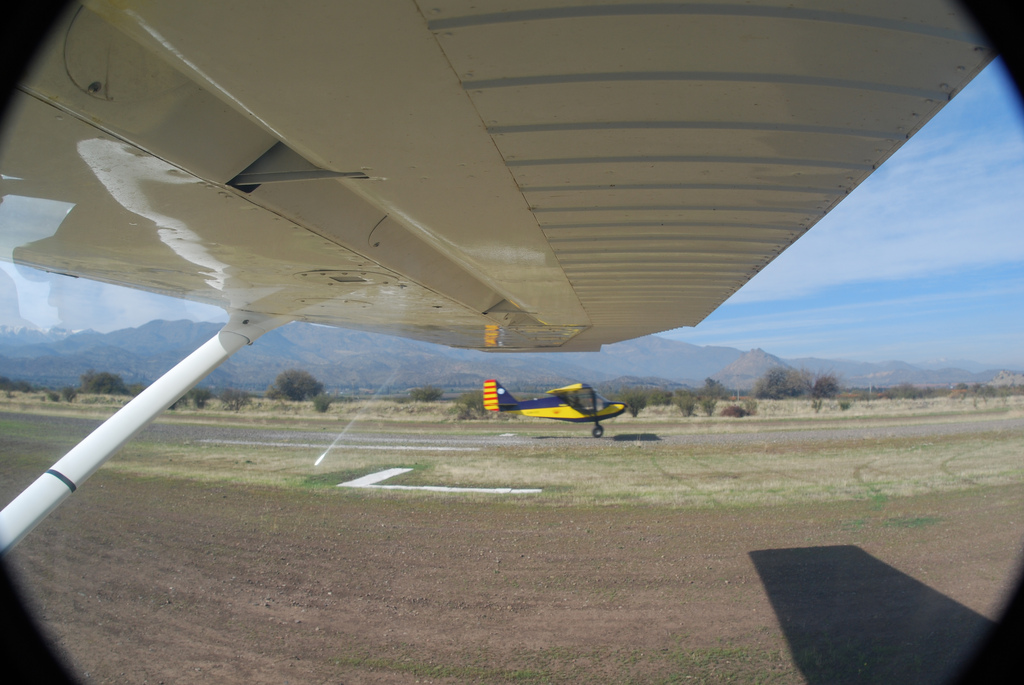
Un Cessna 172 espera mientras un ultraliviano aterriza en el umbral de la pista 21 en el aeródromo La Victoria de Chacabuco.

El Aeródromo La Victoria de Chacabuco (OACI: SCVH) corresponde a un aeródromo privado de uso público ubicado en la comuna de Colina, dentro de la Provincia de Chacabuco, en la Región Metropolitana de Santiago.  El Club Universitario de Aviación es dueño y lo administra.
La pista se localiza en 33º 03' 03 S, 70º 42' 32 W; es de asfalto con 1000 m de largo y 20 m de ancho y una resistencia de 5.700 Kilos. Su orientación corresponde a 21/03 y su elevación media sobre el nivel del mar es de 2.139 pies (652 m s. n. m.).
En este aeródromo se encuentran ubicadas las instalaciones del Club Universitario de Aviación (CUA) en dónde se imparte el curso de Piloto Privado de Avión.
Es un aeródromo característico para la instrucción de pilotos, registrando una alta actividad especialmente en el verano. Como promedio el Aeródromo de la Victoria de Chacabuco registra 80 operaciones mensuales, de las cuales 60 corresponden a despegues y 20 a aterrizajes.